# Gekapert
Gekapert, engl. Crossbones, ist ein Roman von Nuruddin Farah, veröffentlicht 2011. Er ist der dritte Teil der Gesellschaftsroman-Trilogie Young Thing, deren erste beiden Werke Links und Netze heißen. Dieser Roman ist der bislang letzte von Farah publizierte.

## Inhalt

### Handlung
Das Romangeschehen spielt sich in Somalia während zweier Dezemberwochen des Jahres 2006 ab. Das Land befindet sich im Bürgerkrieg zwischen der nationalen Übergangsregierung sowie der radikalen islamistischen Union und deren bewaffnetem Arm al-Shabaab, welche die von regionalen Clans getragenen Warlords vertrieben haben. Äthiopische Truppen marschieren zur Unterstützung der Übergangsregierung ein. Im Machtvakuum, das nach Jahren innerer Unruhen entstand, prosperieren Piraterie, Menschenhandel, Drogenschmuggel und sonstige Kriminalität. Viele Somalier sind aus dem Land geflüchtet.
Die beiden Brüder Malik und Ahl, US-Amerikaner somalischer Abstammung, reisen zeitgleich, aber unabhängig voneinander nach Somalia. Ahl sucht seinen minderjährigen Stiefsohn Taxliil, der von dschihadistischen Anwerbern nach Somalia gebracht worden ist. Der Kriegsjournalist Malik möchte Artikel über die Situation im Land schreiben und nebenbei seinen Bruder unterstützen. Malik wird zu Beginn von seinem ebenfalls emigrierten Schwiegervater Jeebleh begleitet. Während Ahl nach Puntland reist, bleibt Malik zunächst in der Hauptstadt Mogadischu. Beide werden von befreundeten Familien empfangen, bei denen sie später auch wohnen. Malik sucht den Kontakt zu einflussreichen, zwielichtigen Figuren, um Interviews zu führen. Er bringt sich dabei zunehmend in Gefahr, weil immer öfter Journalisten getötet werden. Zur gleichen Zeit lernt Ahl den dubiosen Fidno kennen, einen Mittelsmann von Piraten, von dem er sich Hilfe bei seiner Suche erhofft.
Mit dem Einmarsch Äthiopiens bricht ein offener militärischer Konflikt aus, und Gewalt und Tod dringen in das unmittelbare Umfeld von Ahl und Malik ein, die verzweifelt ihre Ziele verfolgen. Die Frauen aus den beiden befreundeten Familien geben ihnen mit ihrer inneren Stärke Halt. Die Gastfamilien wirken wie friedliche Schutzräume in einer zunehmend anarchischen Umgebung. Bis zuletzt begegnen sich die beiden Brüder nicht.

### Weltbild
Farah beschreibt die Zustände in einem gescheiterten Staat, in dem Gewalt und Verbrechen alltäglich geworden sind. Die Brüder können ihre Pläne nur unter großer Gefahr und mit der aufopferungsvollen Unterstützung freundlich Gesinnter umsetzen. Die desolate Lage macht es aber zugleich immer schwieriger, Vertrauen zu anderen zu fassen. Die Protagonisten werden mehr und mehr durch die äußeren Umstände traumatisiert und zerrissen. Das apokalyptische Szenario am Ende des Buches zeigt eine zerstörte Gesellschaft ohne Hoffnung auf Änderung.

## Form
Der Roman ist bis auf einige Rückblenden im Präsens geschrieben, wodurch die Ereignisse eine unmittelbare Wirkung entfalten. Die Geschehnisse werden in personaler Erzählsituation zumeist abwechselnd aus der Sicht eines der beiden Brüder Malik und Ahl oder Jeeblehs wiedergegeben. In zahlreichen Dialogen mit Einheimischen werden dem Leser Hintergrundinformationen und politische Positionen vermittelt. Die Handlung wird oft lakonisch vorgetragen. Die Reflektorfiguren sinnieren über ihre Erlebnisse und verändern durch sie ihr Bewusstsein.

## Rezeption

### Rezeption bei Erscheinen
Sigrid Löffler sieht im Roman eine konsequente Fortsetzung von Farahs aufklärerischer Arbeit über Somalia. Die "Zwecklosigkeit des Leidens der Menschen in Somalia" kontrastiere scharf mit den "Rückzugsorten des Friedens" in den Familien. Die im Laufe der Erzählung immer verworrenere Handlung wird teils als dem Zustand des Landes gemäß, teils als "unklar" empfunden. Kritisiert wird eine geringe psychologische Ausgestaltung der Hauptfiguren.